# Relativity Records
Relativity Records foi uma gravadora americana fundada por Barry Kobrin no local de sua empresa, Important Record Distributors (IRD) na região metropolitana de Nova York. Relativity lançou música que abrange uma ampla variedade de gêneros musicais. Quando fechou um acordo com a Sony Music Entertainment, ficou mais conhecida por seus lançamentos de heavy metal e hip hop.

## História
Embora tenha sido estabelecido em 1985, há evidências de que a marca Relativity Records começou c. 1982 como um selo IRD interno.
Na década de 1980, a Relativity Records se concentrava principalmente na música rock, incluindo heavy metal e punk rock. Lançamentos neste gênero foram divididos entre a Relativity e suas gravadoras irmãs Combat e In-Effect Records. Após a recessão de 1990, esses rótulos foram dobrados de volta ao rótulo principal da Relativity. Também nesse ano, Sony Music adquiriu uma participação de 50% na empresa. Por volta de 1992, a gravadora passou por uma reestruturação. O IRD foi renomeado para Relativity Entertainment Distribution. Em 1995, a Relativity firmou acordos de parceria limitada com duas gravadoras regionais independentes de hip hop, Suave Records e Ruthless Records em 1993. A empresa foi adquirida pela Sony em 2007.